# 落合信子
落合 信子（おちあい のぶこ、1944年9月18日 - ）は、タレント。元プロ野球選手・監督の落合博満の妻。声優の落合福嗣の母。
長野県飯田市出身。飯田女子高等学校卒業。血液型はA型。

## 来歴
高校を卒業後に上京。貴金属の販売員を経て、ホステスをしていた1980年ごろに当時ロッテオリオンズに在籍していた博満と知り合い、1984年12月に結婚（博満は再婚）、1987年に長男・福嗣が誕生した。
時間を経るとともに、博満の夫人ということ以外にも特異なキャラクターを買われ、メディアにも一人でゲストとして出演することが増えていった。一番出演が増えたのが、一連のミッチー・サッチー騒動時である。この騒動が長引くにつれ、当時の関連主要人物の一人としてテレビ番組に引っ張りだことなり、アクの強いキャラクターで、主に正論を発する役割を担った。

## 人物

### 夫との関係
マスコミ、外部に対しては夫のことを「落合」と呼んでいる。
博満はロッテ時代でまだ一軍半であった時期、当時、信子が経営するスナックバーの常連客であった。信子は博満に対して「才能のあるアンタが何で年俸360万円なの？ 私よりも稼ぎが少ないじゃない！」と揶揄しながらも、「アンタはプロ野球選手として一体何を目指しているの？」と問い質すと、博満は「三冠王になりたい」と答える。すると信子は、「じゃあアンタ、歯を治しなさい」と、数百万円を提供して歯の治療・矯正をさせた。
1982年に博満が最初の三冠王を獲った時、本塁打数が32本だった。前年の本塁打王の門田博光、トニー・ソレイタの44本よりも10本以上少なく、また打率、打点ともに突出した数字ではなかったため、「落合の三冠王はラッキー」という評する向きも少なくなかった。信子は博満に、「門田さん、ソレイタ、ブーマー、本塁打をたくさん打っている人はみんな太っているじゃない。あなたももっと太りなさいよ」と言い、以来、落合家の食卓に数え切られないほどのメニューが並ぶようになり、博満の体重はあっという間に10㎏近く増え、打球の飛距離が格段に伸びたという。また、博満が試合でノーヒットの時は、必ずオカズにタコを出していた（野球用語でタコは凡打を意味するため、野球選手はゲンを担ぐためタコは食べないと言われている）。
また、若い頃の博満は酒とカップラーメン中心の上に白米に駄菓子の粉末ジュースの素を掛けて食べるいい加減な食生活を送っていたため、信子は食生活改善に努めた。一番効果があったのは一緒に食事の買い出しに行く作戦で、ここまで管理されると博満も好き勝手な食事はできなくなった。
1983年は、1981年から3年連続で首位打者となったが、翌1984年は首位打者、最多本塁打、最多打点のいずれもタイトルを逃す。それに信子は「悔しいのなら三冠王をもう一度獲れ。そしたら（三冠王を二回獲った）王さんに並ぶよ」とハッパをかけた。1985年は文句無しの好成績で3年ぶり2度目の三冠王となり、当時のマスコミ、世間は博満を絶賛した。しかし信子だけは周囲からの評価にも一切惑わされず、「まだ王さんに並んで満足しちゃダメ。世界の王を抜いてみなさいよ！」と、気合いを入れ直す。すると博満は、翌1986年も前人未到となる通算3度目の三冠王を獲得。世間から『悪妻』のレッテルを貼られ続けた信子夫人への批評が一変した。
1985年オフのロッテ退団騒動の時、番記者が信子本人のコメントが欲しいということで、自宅にて取材に答えた。その時の「落合は野球以外のことに煩わされると『引退します』と言いかねない」という談話が、どういう訳か「私が落合を引退させる」という記事になり、博満が大激怒し「明日引退する!!記者会見を開く!!」という騒動になったことがある。
博満の打席をテレビ中継で見る際、画面に定規をあて、打席での腕の構えや足の位置、スイングが波を打っていないかなど細かくチェックし、帰宅した博満に好調時とのズレを逐一報告していた。また、博満がスランプに陥った時に、信子自ら「ストライクはあの狭いホームベースの上を必ず通るんでしょ。じゃあそこを通ったボールだけを打てばいいんじゃないの？」とアドバイスをしたところ、次の日から博満はスランプを脱したという。
ロッテ時代に既婚でありながら時折、ソープランド通いをしていた博満に対して、信子は「もし私が浮気したらどうするつもり？君は遠征先とかで、ソープランドへ行ったりしているんでしょう？ねぇ、どうなのよ？」と訊いた。すると博満は、「ソープランドが浮気かよ！性処理ならいいじゃねえか！」と開き直った。信子はこの発言に「この男は、ひょっとすると私の想像をはるかに超えた大物かもしれない‥」と脱帽したという。そして博満が買ってきた男性週刊誌を「教材」に勉強し、夫婦生活についていかに研究不足かを思い知らされ、ソープを我が家でやってみようと思い立ち、耳学問ながらソープの技術をマスターした。その後信子は、博満に「あとで、ソープランドごっこしてあげるからお客さんになりな」と言って、準備の様子を見せたところ、それを機に博満のソープ通いは収まったという。
得津高宏は「結婚してからオチは夜遊びに行かなくなった。キャンプ中も練習以外はずっと部屋にいた。彼女のおかげで野球に身が入るようになったんでしょう。」と述べている。
博満のロッテオリオンズ在籍時から東京に現在の居を構えた都合、中日での現役時代（1987年〜1993年）と、2004年からの監督就任時には博満に単身赴任をしてもらっていたが、頻繁に名古屋へ訪れ（川崎球場→ナゴヤ球場→東京ドーム→ナゴヤドーム）、2005年からは福嗣の勧めもあり、名古屋に住み込んで夫を陰から支えていた。
博満の監督時代は息子の福嗣共々、ナゴヤドームに足を運び、一般のファン同様にレプリカユニフォーム（夫のもの）に身を包み、頭にはファングッズの「ドアラの耳」を付け、自軍ベンチの真上から観戦していたこともあった。
博満は著書「コーチング」の中で「私の妻は私の外敵から体を張って全力で阻止する。今でもそういう考え方なのだ。落合がいて、息子と私がいる。一番に来るのは自分ではなく落合博満なのだ。なかなかこういう人はいないだろう。」と著書で記している。　

### 巨人・落合博満誕生
1993年シーズンオフより導入されたFA権を行使しようか悩んでいた博満に対し「これまで（年俸調停、初の1億円、2億円、3億円プレーヤーなど）野球選手のステイタスを向上させてきたあんたが先陣を切らないでどうすんのよ!」と進言し、半ば強引に博満に権利を行使させた。その結果、プロ入り前の相思相愛の関係であった長嶋茂雄監督率いる読売ジャイアンツ（巨人）に移籍する。

### 巨人退団時
1996年オフ、清原和博の巨人へのFA移籍が取り沙汰されると、博満だけでなく信子の発言や動向に注目が集まるようになる。当初、博満本人に対して十分な説明なく清原の入団交渉が進められているのではないかという印象を持った信子は反発の姿勢を見せ、スポーツ新聞一面に、博満夫妻の自宅前での写真入りで「おっかあ怒った」などと報道された。
結果的に守備位置が重複してしまう博満は、出場機会を選び、巨人からの退団を決断。博満の名誉を保ちながら綺麗なかたちで退団させるかについて球団は苦慮し、渡邉恒雄オーナー自らが、博満と会見（一種のセレモニー）まで行っている。信子はこの場に同席し、オーナーに花束を渡されている。この模様はテレビでも大々的に取り上げられた。博満は日本ハムファイターズに移籍した。

### 中日・落合博満監督誕生
中日球団から博満宛てに「中日の監督を務めてもらいたい」との電話が掛かってきた。しかし博満自身は当時、国士舘大学に進学を控えていた長男の福嗣のこともあり、断ろうとしていたものの、直ぐに返答出来ないまま思い悩み続けていた。ところが信子は、博満がいつまでも躊躇する状態に怒りを発しながら「何でもやってみなさいよ！」と叱咤激励し、広告の裏にマジックペンで「GO」と書いて承諾するように指示。これを見た博満が「はい、分かりました」と答え、決意するに至ったという。

### その他
選手やその家族、スタッフへの気配りが上手い。他球団の選手とも交流があり、現役時代の博満と本塁打王争いをしていた秋山幸二に「いつまでも主人のいいライバルでいて下さいね」と声を掛けたことがある。
中日がリーグ優勝（2007年は日本一）した際には、毎年ビールかけにも参加していた。2004年の祝勝会の席でもビールかけの会場に息子・福嗣と一緒にいた。しかし、福嗣が当時高校生であったにもかかわらずそのままビールかけに参加させ、全身ビールでびしょ濡れになった。この件では福嗣が国士舘高校野球部の部員であったことに加え、このシーンが全国にテレビ中継されていたため、日本高等学校野球連盟も看過できなくなり、後に博満・信子・福嗣が親子揃って厳重注意を受けた（厳密にはビールかけについてではなく、学生野球憲章で野球部員のプロ選手との写真撮影やテレビ出演などを禁じていたため）。

## 出演番組
- 新春特番なるほど!ザ・ワールドスペシャル（1987年、フジテレビ）
- 気ままな女シリーズ 落合夫婦の悪妻だから夫はのびる（1988年、テレビ朝日）
- 森田一義アワー 笑っていいとも! （1997年4月から9月まで、フジテレビ）
- 快傑熟女!心配ご無用（1999年 - 2000年、TBS）
- 2時のホント（1999年 - 2000年、フジテレビ）
- 侍スタジアム（テレビ愛知。2007年まで。ゲスト出演。ナゴヤドームはもちろん、横浜スタジアムなどの屋外球場にも出演することもあった）

## CM
- 東海旅客鉄道「3月13日ダイヤ改正」（1988年）：一家で出演[注釈 1][注釈 2]。
- アオキーズ・ピザ「ドラゴンズ応援キャンペーン」（2006年）：息子である福嗣と共演した。

## 著書
- 悪妻だから夫はのびる―男を奮い立たせる法（1986年）
- 天下の悪妻「亭主しつけ法」（1987年）
- 悪妻だからまだまだ夫はのびる―男への鞭の入れ方（1991年）
- 一心同体―愛と人生、成功のセオリー（2004年）

## 落合信子を演じた女優
- 気ままな女シリーズ　落合夫妻の悪妻だから夫はのびる　前後編（1988年2月25日、3月3日、テレビ朝日）泉ピン子、博満役は渡辺正行[9]
- 悪妻は夫をのばす！　落合博満夫妻物語（1993年12月5日、12月12日、花王ファミリースペシャル、関西テレビ）かたせ梨乃、博満役は布施博[10]